# 마리아 크리스티나 폰 외스터라이히 여대공 (1858년)
오스트리아의 마리아 크리스티나(독일어: Maria Christina Désirée Henriette Felicitas Rainiera von Habsburg-Lothringen, 1858년 7월 21일 ~ 1929년 2월 6일)는 알폰소 12세의 배우자로서 스페인의 왕비였다.

## 생애

마리아 크리스티나의 문장

1858년 7월 21일 모라바의 브르노에서 태어났다. 아버지은 오스트리아 대공 카를 페르디난트였으며, 어머니는 엘리자베트 프란치스카였다. 1879년 11월 29일 알폰소 12세와 결혼하여 스페인의 왕비가 되었다. 알폰소 12세는 1878년 1월 23일 오를레앙의 마리아 데 라스 메르세데스와 결혼하였으나 6개월여 만에 메르세데스가 사망한 상태였다. 마리아 크리스티나는 알폰소 12세와의 사이에서 1남 2녀를 두었는데, 1880년 아스투리아스 여공 마리아 데 라스 메르세데스가 태어났고 1882년 스페인 인판타 마리아 테레사가 태어났다. 알폰소 12세가 사망한 후 1886년 유복자인 알폰소 13세가 태어났다.
1885년 11월 25일 알폰소 12세가 사망하자 섭정이 되었다. 1886년 5월 17일 유복자 알폰소 13세가 태어났으며 알폰소 13세가 16세가 된 1902년 섭정에서 물러났다. 1929년 사망하여 엘에스코리알의 왕궁에 묻혔다.

## 참고 문헌
- Campos y Fernández de Sevilla, Francisco-Javier. María Cristina de Habsburgo y la Regencia, 1885-1902. San Lorenzo de El Escorial: Estudios Superiores del Escorial, Real Colegio Universitario "María Cristina", 1994.
- Cancio R. Capote, Rita Maria. The Function of Maria Christina of Austria's Regency, 1885-1902, in Preserving the Spanish Monarchy. México: Ediciones Botas, 1957.
- Figueroa y Torres, Alvaro de, Conde de Romanones. Doña María Cristina de Habsburgo Lorena, la discreta regente de España. Madrid: Espasa-Calpe, 1934.
- Martín Alonso, Aurelio. Diez y seis años de regencia, María Cristina de Hapsburgo-Lorena, 1885-1902. Barcelona: L. Tasso, 1914.
- Thoma, Helga. Habsburgs letzte Herrscherin: Maria Christine, Erzherzogin von Österreich, Königin-Regentin von Spanien. Wien-Klosterneuburg: Edition Va Bene, 2003.

| 전임 오를레앙의 마리아 데 라스 메르세데스 | 스페인 왕비 1879년 11월 29일~1885년 11월 25일 | 후임 바텐베르크의 빅토리아 에우헤니아 |